# Loi 14 du beach soccer
La loi 14 du beach soccer fait partie des lois régissant le beach soccer, maintenues par l'International Football Association Board (IFAB). La loi 14 se rapporte au rentrée en touche.

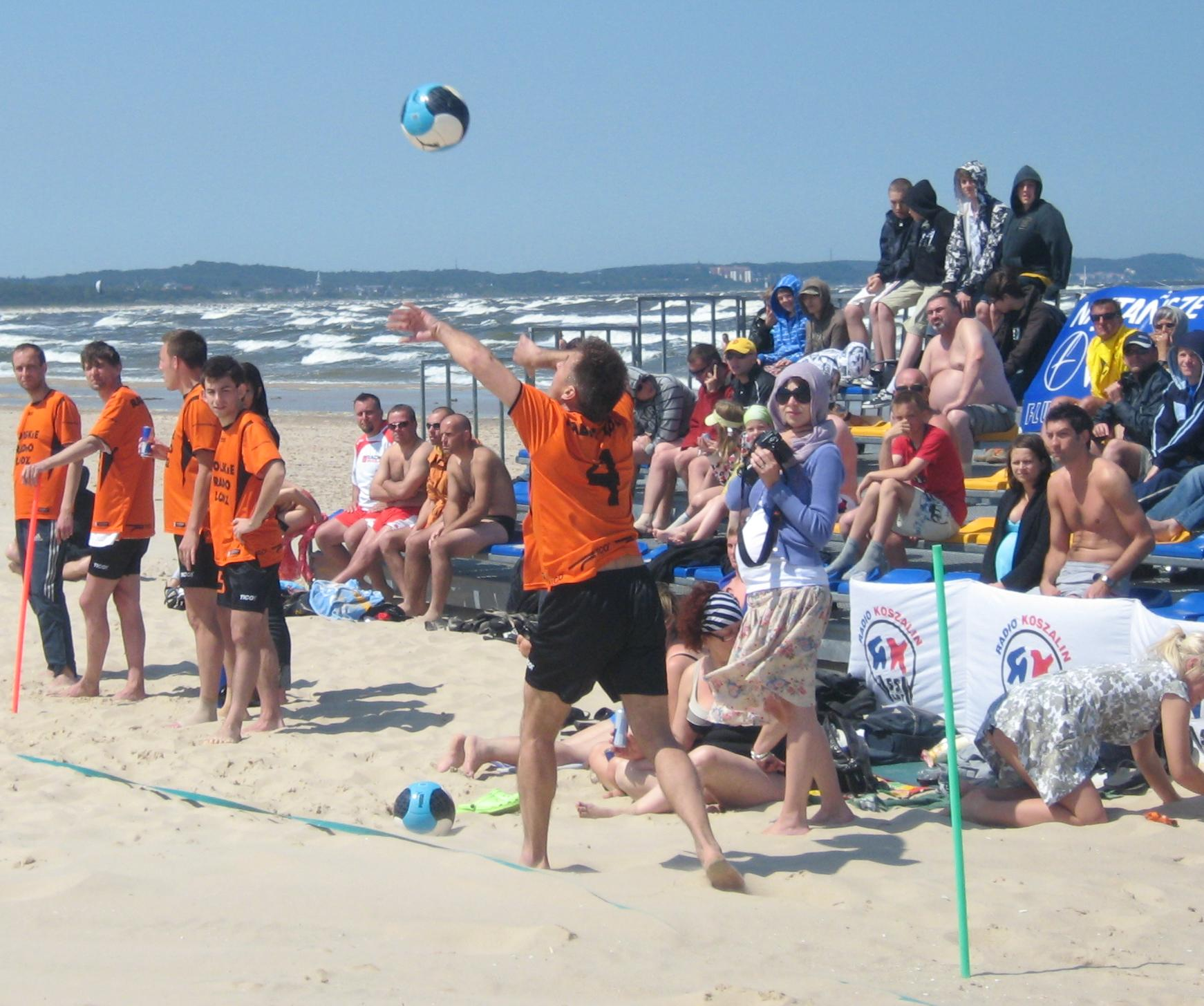
Touche à la main venant d'être jouée.

## Règlement actuel

### Rentrée de touche
La rentrée de touche est une façon de reprendre le jeu. Tout joueur y compris le gardien peut effectuer une rentrée de touche. Un but ne peut être marqué directement sur une rentrée de touche.
Si la rentrée de touche est effectuée directement en direction d’un but et que le ballon ne touche aucun joueur puis franchit la ligne de but :
- s’il s’agit du propre but de l’équipe ayant exécuté la rentrée de touche, un coup de pied de coin est alors accordé à l’équipe adverse ;
- s’il s’agit du but adverse, une sortie de but est alors accordée à l’équipe adverse.

Une rentrée de touche est accordée, à l’endroit où le ballon a franchi la ligne de touche entièrement, que ce soit en l’air ou à terre, à l’équipe adverse du joueur qui a touché le ballon en dernier.

### Position du ballon et des joueurs

#### Touche au pied
Les joueurs de l’équipe qui défend doivent se situer à au moins 5 m du lieu où s’effectue la rentrée de touche. Le ballon doit se trouver immobile sur la ligne de touche ou quelque peu derrière celle-ci Il peut être remis en jeu dans une direction quelconque et est en jeu dès l’instant où il se trouve dans le terrain de jeu.
Le joueur qui effectue la rentrée de touche doit avoir le pied avec lequel il ne frappe pas le ballon en dehors du terrain et en contact avec le sol au moment où il met le ballon en mouvement. Il ne doit pas attendre plus de 5 secondes après avoir pris possession du ballon, ne doit pas jouer le ballon une seconde fois avant que celui-ci n’ait été touché par un autre joueur et ne peut effectuer la rentrée de touche au pied s’il a saisi le ballon avec l’intention d’effectuer la rentrée de touche à la main.

#### Touche à la main
Les joueurs de l’équipe qui défend doivent se situer à au moins 5 m du lieu où s’effectue la rentrée de touche. Au moment de lancer le ballon, le joueur doit faire face au terrain de jeu, avoir une partie de ses deux pieds sur la ligne de touche ou à l’extérieur de celle-ci, se servir de ses deux mains, lancer le ballon depuis la nuque et par-dessus la tête et ne pas avoir attendu plus de 5 secondes après avoir pris possession de la balle.
Il ne peut jouer le ballon une seconde fois avant que celui-ci n’ait été touché par un autre joueur et il ne peut effectuer la rentrée de touche au pied s’il a saisi le ballon avec l’intention d’effectuer la rentrée de touche à la main.

### Infractions et sanctions
Un coup franc direct est accordé à l’équipe adverse si le joueur exécutant la rentrée de touche joue le ballon une seconde fois avant que celui-ci n’ait été touché par un autre joueur. Le coup franc direct doit être tiré depuis le point central imaginaire.
La rentrée de touche est recommencée par un joueur de l’équipe adverse si le ballon n’est pas remis en jeu correctement, la rentrée de touche n'est pas effectuée au bon endroit ou dans le temps imparti.